# Armando Zamorano
Armando Cipriano Zamorano Flores (ur. 3 października 1993 w Autlán de Navarro) – meksykański piłkarz występujący na pozycji ofensywnego lub środkowego pomocnika.

## Kariera klubowa
Zamorano rozpoczynał swoją karierę piłkarską w czwartoligowym zespole Cañeros del Grullo, w którego barwach krótko występował w rozgrywkach Tercera División. W 2009 roku przeniósł się do pierwszoligowego klubu Jaguares de Chiapas z siedzibą w Tuxtla Gutiérrez, gdzie początkowo z powodzeniem występował w lidze meksykańskiej do lat siedemnastu i dwudziestu, po czym jako siedemnastolatek został włączony przez szkoleniowca José Guadalupe Cruza do seniorskiej drużyny. W meksykańskiej Primera División zadebiutował 23 kwietnia 2011 w przegranym 0:2 spotkaniu z Atlasem i już po kilku miesiącach mimo młodego wieku został jednym z ważniejszych graczy ekipy. Premierowego gola w najwyższej klasie rozgrywkowej strzelił 6 maja 2012 w przegranej 1:2 konfrontacji z Santosem Laguna, a ogółem barwy Jaguares reprezentował przez ponad dwa lata bez większych sukcesów.
Latem 2013 Zamorano został piłkarzem klubu Monarcas Morelia, gdzie również szybko zaczął notować regularne występy. W jesiennym sezonie Apertura 2013 zdobył ze swoim zespołem puchar Meksyku – Copa MX, natomiast w 2014 roku wywalczył z Morelią krajowy superpuchar – Supercopa MX. Rok później zanotował drugie miejsce w tych rozgrywkach, jako podstawowy pomocnik ekipy. Po upływie trzech średnio udanych lat udał się na wypożyczenie do zespołu Querétaro FC.

## Kariera reprezentacyjna
W lutym 2013 Zamorano został powołany przez szkoleniowca Sergio Almaguera do reprezentacji Meksyku U-20 na Mistrzostwa Ameryki Północnej U-20. Tam pełnił rolę podstawowego zawodnika swojej drużyny i rozegrał cztery z pięciu możliwych meczów (wszystkie w pierwszym składzie), zdobywając bramkę w ćwierćfinałowej konfrontacji z Jamajką (4:0). Jego kadra – pełniąca wówczas rolę gospodarzy – triumfowała ostatecznie w tych rozgrywkach, pokonując w finale po dogrywce USA (3:1). Trzy miesiące później znalazł się w składzie na prestiżowy towarzyski Turniej w Tulonie, podczas którego wystąpił w trzech spotkaniach (wszystkich w wyjściowej jedenastce) i wpisał się na listę strzelców w pojedynku z Belgią (1:1), natomiast jego drużyna zajęła trzecie miejsce w liczącej pięć zespołów grupie, nie kwalifikując się do dalszych gier. W czerwcu został powołany na Mistrzostwa Świata U-20 w Turcji; podczas światowego czempionatu był jednak głównie rezerwowym graczem drużyny narodowej i rozegrał trzy z czterech możliwych spotkań (z czego tylko jedno od pierwszej minuty). Meksykanie odpadli natomiast z młodzieżowego mundialu w 1/8 finału, przegrywając w nim z Hiszpanią (1:2).
W maju 2014 Zamorano, tym razem w barwach reprezentacji Meksyku U-23 prowadzonej przez Raúla Gutiérreza, wziął udział w swoim kolejnym Turnieju w Tulonie, gdzie tak samo jak poprzednio trzykrotnie pojawiał się na boisku (za każdym razem w pierwszym składzie), a jego kadra spisała się identycznie jak rok wcześniej, nie wychodząc z grupy po zajęciu w niej trzeciego miejsca. Kilka miesięcy później został powołany na Igrzyska Ameryki Środkowej i Karaibów w Veracruz. Tam był jednym z ważniejszych zawodników swojej reprezentacji, występując w czterech z pięciu możliwych meczów (z czego w dwóch w wyjściowej jedenastce) i strzelił gola w konfrontacji fazy grupowej z Jamajką (5:0). Meksykanie – będący wówczas gospodarzami igrzysk – zdobyli złoty medal na męskim turnieju piłkarskim po pokonaniu w finale Wenezueli (4:1). W maju 2015 po raz trzeci znalazł się w składzie na Turniej w Tulonie, gdzie tym razem zanotował cztery występy (dwa od pierwszej minuty), plasując się z kadrą na trzecim miejscu w grupie i nie kwalifikując się do fazy pucharowej.

## Statystyki kariery
| Cañeros   | 2007–2008 | Meksyk | Tercera División | 4   | 0 | —  | — | —  | — | — | 4   | 0  |
| Chiapas   | 2010–2011 | Meksyk | Liga MX          | 1   | 0 | —  | — | CL | 1 | 0 | 2   | 0  |
| Chiapas   | 2011–2012 | Meksyk | Liga MX          | 28  | 1 | —  | — | —  | — | — | 28  | 1  |
| Chiapas   | 2012–2013 | Meksyk | Liga MX          | 20  | 0 | 4  | 0 | —  | — | — | 24  | 0  |
| Morelia   | 2013–2014 | Meksyk | Liga MX          | 30  | 1 | 9  | 2 | CL | 2 | 1 | 41  | 4  |
| Morelia   | 2014–2015 | Meksyk | Liga MX          | 23  | 2 | 5  | 1 | CL | 1 | 0 | 29  | 3  |
| Morelia   | 2015–2016 | Meksyk | Liga MX          | 27  | 1 | 9  | 2 | —  | — | — | 36  | 3  |
| Querétaro | 2016–2017 | Meksyk | Liga MX          | 0   | 0 | —  | — | —  | — | — | 0   | 0  |
| Ogółem    | Ogółem    | Ogółem | Ogółem           | 133 | 5 | 27 | 5 | CL | 4 | 1 | 164 | 11 |

Legenda:
- CL – Copa Libertadores